# Parque natural Bongsanglay
El Parque natural de Bongsanglay es un área protegida de bosques de manglares y pantanos en la Isla Ticao de la Región de Bicol de Filipinas. Se encuentra ubicado en el municipio de Batuan en la provincia isla de Masbate con una superficie de 244,72 hectáreas ( 604,7 acres). El área protegida fue creada el 29 de diciembre de 1981, cuando la zona "desde Punta Panciscan en la bahía bitos hasta Bano Sanlay " en Batuan fue declarada Reserva Forestal de Manglar en virtud de la Proclamación N.º 2152 firmada por el presidente Ferdinand Marcos. En el 2000, cuando el presidente Joseph Estrada firmó la Proclamación N.º 319 , Bongsanglay fue reclasificado como un parque natural en virtud de la ley Nacional del sistema Integrado de Áreas Protegidas (NIPAS).
El parque natural Bongsanglay es el único que aún muestra bosque de manglares de crecimiento primario en la Región de Bicol ya que todos los otros manglares regionales han sido replantados.